# Нейт Сміт
Іра Натаніель «Нейт» Сміт (англ. Ira Nathaniel "Nate" Smith; нар. 14 грудня 1974) — американський барабанщик, композитор, продюсер і триразовий номінант на премію Греммі.

## Життя та кар'єра
Сміт народився в Чесапіку, штат Віргінія. Почав грати на барабанах в 11 років, перебуваючи під впливом року та фанку. Грав те, що було у його батька на платівках, а це джазові альбоми кінця 70-х — початку 80-х: Боб Джеймс, Гровер Вашингтон, The Crusaders. У 16 років зацікавився джазом після прослуховування Album of the Year Арта Блейкі та Jazz Messengers. Сміт вивчав медіа-мистецтво та дизайн в Університеті Джеймса Медісона. Будучи студентом університету, він виступав на конференції Міжнародної асоціації джазової освіти в Атланті, де познайомився з Бетті Картер, яка запросила його на спільні виступи в клубі Blue Note в Нью-Йорку. Сміт навчався в аспірантурі Університету Співдружності Вірджинії, де він зустрів Дейва Холланда і приєднався до його квінтету в 2003. Сміт з'являється на його альбомах Critical Mass (2005) та Pathways (2009). У 2017 році він випустив свій перший альбом як лідер під назвою Kinfolk: Postcards from Everywhere на Ropeadope Records. У 2018 році Сміт став співавтором і виступив на однойменному дебютному EP гурту Vulfpeck під назвою The Fearless Flyers, пізніше відправившись із групою в тур по США і випустивши другий EP у 2019 році.
Сміт писав саундтреки до документальних фільмів, що транслюються на Discovery Channel, Learning Channel і PBS. Є співавтором і продюсером пісні Майкла Джексона «Heaven Can Wait».

## Дискографія

### Як лідер
- Workday, Waterbaby Music Vol. 1 (Waterbaby Music, 2008)
- Kinfolk: Postcards from Everywhere (Ropeadope, 2017)
- Pocket Change (Waterbaby Music, 2018)
- Light and Shadow (Waterbaby Music, 2020)

### Як сайдмен
З Робіном Юбенксом
- Klassik Rock Vol. 1 (ArtistShare, 2014)
- More Than Meets the Ear (ArtistShare, 2015)

З Дейвом Холландом
- Critical Mass (Dare2, 2006)
- Pathways (Dare2, 2010)

З Хосе Джеймсом
- Love in a Time of Madness (Blue Note, 2017)
- Lean on Me (Blue Note, 2018)

З Крісом Поттером
- Underground (Sunnyside, 2006)
- Follow the Red Line (Sunnyside, 2007)
- Ultrahang (ArtistShare, 2009)
- Imaginary Cities (ECM, 2015)

З рештою
- Патрісія Барбер, The Cole Porter Mix (Blue Note, 2008)
- Ренді Брекер, Randy Pop! (Piloo, 2015)
- Скотт Коллі, Seven (ArtistShare, 2017)
- Нір Фелдер, Golden Age (Okeh, 2014)
- Такуя Курода, Rising Son (Blue Note, 2014)
- Мандей Мітіру, Don't Disturb This Groove (Grand Gallery, 2011)
- Ерік Роберсон, Fire (Blue Erro Soul, 2017)
- Адам Роджерс, Dice (Adraj, 2017)
- Карел Ружичка, Grace & Gratitude (Animal Music, 2018)
- Пол Саймон, In the Blue Light (Legacy 2018)
- Алекс Сіпягін, Live at Smalls (Smalls, 2013)
- Somi, Petite Afrique (Okeh, 2017)
- Skinny Hightower, Retrospect (Trippin 'n' Rhythm Records, 2018)
- The Fearless Flyers, The Fearless Flyers (Vulf Records 2018), The Fearless Flyers II (Vulf Records 2019), Tailwinds (Vulf Records, 2020)
- Бріттані Ховард, Jaime (ATO Records 2019)
- Уолтер Сміт III і Меттью Стівенс, In Common 2 (Whirlwind Recordings, 2020)
- Нора Джонс, Pick Me Up Off the Floor (Blue Note, 2020)
- Дейв Коз і Корі Вонг, The Golden Hour (Just Koz, 2021)
- Джон Батіст, We Are (Verve, 2021)